# Wappen des Bezirks Steglitz-Zehlendorf

Wappen des Bezirks Steglitz-Zehlendorf von Berlin

Das Wappen des Bezirks Steglitz-Zehlendorf von Berlin wurde aus einer heraldisch ausgewogenen Kombination von Motiven der beiden ehemaligen Bezirkswappen von Steglitz und Zehlendorf gestaltet.
Das Wappen wurde am 25. März 2003 vom Senat des Landes Berlin verliehen.

## Blasonierung
„In Gold eine grüne Kiefer mit schwarzem Stamm auf grünem Boden, darunter ein silberner Wellenschildfuß, darüber im Schildhaupt ein schwebender rotbewehrter und -gezungter schwarzer Adlerkopf. Auf dem Schild ruht eine rote dreitürmige Mauerkrone, deren mittlerer Turm mit dem Berliner Wappenschild belegt ist.“

## Geschichte und Bedeutung

### Steglitz
Die erstmals 1242 als Dorf erwähnte Landgemeinde Steglitz bekam, als erste Landgemeinde Preußens, durch Erlass vom 24. Oktober 1887 ein Wappen verliehen. Es besaßen zwar auch schon andere Landgemeinden ein Wappen, diese wurden nach dem bereits vorhandenen Siegeln der Gemeinden gestaltet und nicht offiziell verliehen. Den Entwurf für das Wappen Steglitz schuf der Geheimrat und Heraldiker Maximilian Gritzner. In der Begründung des Gesuchs zum Führen eines Wappens beim Minister des Innern heißt es: „[…] der hiesige Ort bereits eine Bevölkerungsziffer von 8500 Personen erreicht habe […] ferner bei der durch die Lebensstellung der hiesigen Ortseinwohner hervortretenden Intelligenz die Führung eines Ortswappens angezeigt erschien […].“
Das Wappen zeigt in silbernem Schild zwei rote durchgehende Stege mit vier Scharten. Überhöht werden die Stege von einem rotgezungten und bewehrten schwarzen Adlerkopf. Die roten Stege sind dem Familienwappen der altmärkischen Familie von Steglitz entnommen. Auf die Familie wird die Dorfgründung zurückgeführt. Der Kopf des Reichsadlers war als Reverenz an Kaiser Wilhelm I., durch den die Verleihung erfolgte, zu verstehen. Zusätzlich sollte der Reichsadler die damalige Nähe Steglitzs zur Reichshauptstadt dokumentieren. Auch sollte zum Ausdruck gebracht werden, dass Steglitz lange Zeit königliche Domäne gewesen ist.

### Ehemaliger Bezirk Steglitz

Wappen des Bezirks Steglitz

Den 1920 mit der Bildung von Groß-Berlin gebildeten und bis 2001 bestehenden Bezirk Steglitz verlieh man am 12. April 1956 ein eigenes Wappen. Wie bei den meisten Bezirken Berlins wurde auch beim ehemaligen Bezirk Steglitz nicht nur der Name für den Bezirk übernommen, sondern auch das Wappen der Landgemeinde Steglitz. Es wurde unverändert als Bezirkswappen übernommen und mit einer roten dreitürmigen Mauerkrone, deren mittlerer Turm mit dem Berliner Wappenschild belegt ist, versehen. Die Mauerkrone verbindet symbolisch alle Bezirke mit Berlin und untereinander.

### Zehlendorf
Die Landgemeinde Zehlendorf hat per Gemeindebeschluss vom 24. Juli 1907 ein Wappen angenommen. Das Wappen fand aber nicht die Anerkennung des preußischen Innenministers, da Landgemeinden nicht als wappenfähig angesehen wurden. Die Gemeindeverwaltung hat das Motiv dieses Wappenentwurfes dennoch als Siegel in Gebrauch genommen. Da dieses Siegel bei der Bevölkerung Anklang fand, wurde auch das Wappen übernommen.
Das Wappen Zehlendorfs zeigt in goldenem Schild über silbernem Wellenschlag auf rotem Dreiberg eine grüne Kiefer mit braunem Stamm. Die Kiefer wird oben von zwei sechsstrahligen roten Sternen begleitet. Der Stamm wird überdeckt von einem in zwei Reihen rot-silbern geschachten Balken und unten von zwei an langen Stielen aus dem Wasser hervorkommenden und auswärts geneigten grünen Seeblättern begleitet.
Die einstige Grundherrschaft des Zisterzienserklosters Lehnin wird durch den Balken symbolisiert. Er ist dem Wappen des Klosters entnommen, welches in schwarzem Schild einen von Silber und Rot geschachten Schrägbalken zeigt. Es gilt als das Wappen des heiligen Bernhard von Clairvaux. Die märkische Kiefer versinnbildlicht den Waldreichtum und der Wellenschildfuß mit den Seeblättern die vielen Seen im Gebiet der Gemeinde.

### Ehemaliger Bezirk Zehlendorf

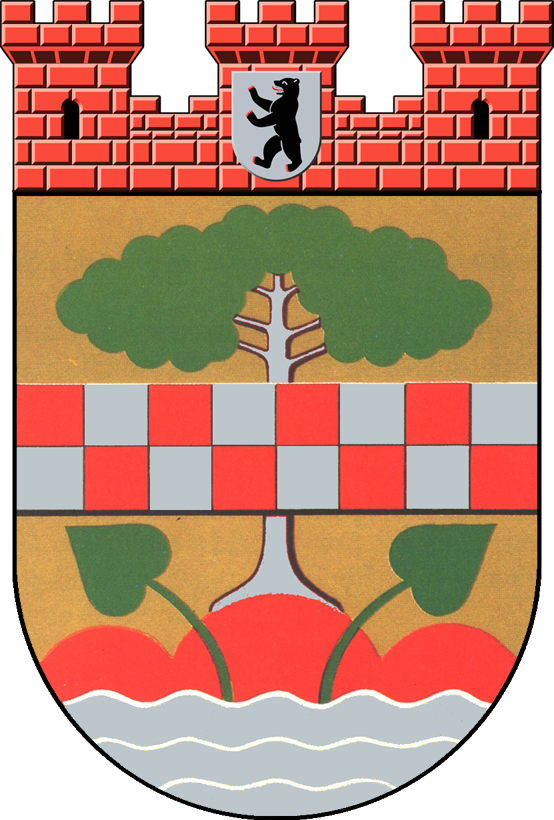
Wappen des Bezirks Zehlendorf

Der von 1920 bis 2001 bestehende Bezirk Zehlendorf erhielt sein Wappen am 3. Dezember 1956. Auch im Bezirk Zehlendorf übernahm man mit einigen Änderungen das Wappen des namensgebenden Ortsteils. Bei dem Wappen für den Bezirk ließ man die beiden roten Sterne weg. Die Ende des 19. Anfang des 20. Jahrhunderts übliche naturgetreue Darstellung der Wappenmotive wurden überarbeitet und heraldisch stilisiert dargestellt. Die Kiefer und der Wellenschildfuß versinnbildlichen den Wald- und Wasserreichtum des ganzen Bezirks, zu dem auch Teile des Wannsees gehören. Das Wappen wurde mit einer roten dreitürmigen Mauerkrone, deren mittlere Turm mit dem Berliner Wappenschild belegt ist, versehen. Die Mauerkrone verbindet alle Bezirke mit Berlin und untereinander.

### Bezirk Steglitz-Zehlendorf
Die beiden ehemaligen Nachbarbezirke Steglitz und Zehlendorf wurden mit der Bezirksfusion vom 1. Januar 2001 zu einem Bezirk zusammengelegt. Da die beiden ehemaligen Bezirke jeweils eine eigene geschichtliche und kulturelle Vergangenheit haben, konnte nicht einfach ein Bezirk in den anderen eingegliedert werden. Zum einen fand dies Ausdruck in dem neuen Doppelnamen Bezirk Steglitz-Zehlendorf und zum anderen, dass ein neues Wappen gefunden werden musste, welches beiden ehemaligen Bezirken gerecht wird. Das neue Wappen entstand aus einer heraldisch ausgewogenen Kombination von Motiven der beiden ehemaligen Bezirkswappen.
Das neue Bezirkswappen zeigt in goldenem Schild einen flachen grünen Berg über einem silbernen Wellenschildfuß. Auf dem Berg steht eine grüne Kiefer mit schwarzem Stamm. Über der Kiefer im Schildhaupt ein schwebender rotbezungter und rotbewehrter schwarzer Adlerkopf. Die Kiefer und der Wellenschildfuß sind dem Zehlendorfer Bezirkswappen entnommen. Auch in dem neuen Wappen versinnbildlichen sie den Wald- und Wasserreichtum des Bezirks. Das Adlermotiv ist dem Steglitzer Bezirkswappen entnommen und repräsentiert dessen Part. Von den Steglitzern wird der Adlerkopf als besonders charakteristisches und positives Symbol Steglitz’ wahrgenommen und durfte deshalb nicht im neuen Wappen fehlen.

## Wappen der Ortsteile
Von den bei der Bildung von Groß-Berlin 1920 in die Bezirke Steglitz und Zehlendorf eingegliederten Landgemeinden und Gutsbezirke, besaßen außer den beiden namensgebenden Landgemeinden nur die Landgemeinden Lankwitz und Lichterfelde ein eigenes Wappen. Die Wappen der Landgemeinden verloren mit der Eingemeindung nach Groß-Berlin ihre Gültigkeit und verschwanden aus dem amtlichen Gebrauch.

### Lankwitz

Wappen des Ortsteils Lankwitz

Das Wappen von Lankwitz ist nach einem alten Gerichtssiegel des Lehnschulzen, Verwalter eines verliehen Landgutes, gestaltet. Das Siegelbild zeigte drei Ähren und einen Helm, belegt mit einem wachsenden Löwen. Das am 6. November 1913 von der Gemeindevertretung angenommene Wappen zeigt in von Gold und Blau durch Zinnenschnitt geteiltem Schild unten drei aus einem Halm sprießende goldene Ähren. In oberem Feld zeigt sich ein wachsender rotbezungter und rotbewehrter blauer Löwe. Die Ähren versinnbildlichen, dass es sich bei dem Land der Gemeinde hauptsächlich um Ackerland handelt. Die durch den Zinnenschnitt optisch entstehende blaue Mauer symbolisiert die schützende Stadtmauer Berlins.

### Lichterfelde

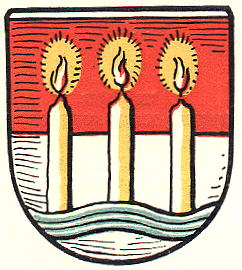
Wappen des Ortsteils Lichterfelde

Der erste Wappenentwurf für Lichterfelde lag 1918 vor. Der Entwurf zeigt unter blauem Schildhaupt mit zwei goldenen Sternen, in silbernem Feld einen blauen Querbach. Die politischen Ereignisse in diesem Jahr verhinderten aber die Annahme des Entwurfes. Das später angenommene Wappen zeigt in von Rot und Silber geteilten Schild, drei brennende goldene Kerzen, die aus einem blauen Bach aufsteigen. Die Kerzen, auch „Lichter“ genannt, im „Feld“ sind Motive eines redenden Wappens. Der blaue Bach symbolisiert die Bäke, die früher an Lichterfelde vorbeifloss. Die drei Kerzen stehen für die drei Teile der Landgemeinde Groß-Lichterfelde: das Dorf Lichterfelde, das Dorf Giesensdorf und die Villenkolonien.